# برادلي بورجيوس
برادلي بورجيوس (بالإنجليزية: Bradley Bourgeois)‏ (13 أبريل 1994 بمقاطعة هاريس في الولايات المتحدة - ) هو لاعب كرة قدم أمريكي في مركز الدفاع. لعب مع هيوستن دينامو وRio Grande Valley FC Toros ‏ وMiami Dutch Lions FC ‏ وTulsa Athletic ‏.

## وصلات خارجية
- برادلي بورجيوس على موقع الدوري الأمريكي (الإنجليزية)
- برادلي بورجيوس على موقع قاعدة بيانات كرة القدم.إي يو (الإنجليزية)
- برادلي بورجيوس على موقع Soccerbase.com (لاعب) (الإنجليزية)
- برادلي بورجيوس على موقع Soccerway.com (الإنجليزية)
- برادلي بورجيوس على موقع AS.com (الإسبانية)